# Эдуи
Эдуи (лат. Haedui, Aedui) — кельтское племя, жившее в междуречье Соны и Лигера (ныне Луара) в Средней Галлии.

## История
Ещё до Цезаря эдуи считались «союзниками римского народа». При Цезаре они решительно примкнули к римлянам и способствовали их борьбе против свевов Ариовиста, поддержанных секванами. В 52 году до н. э. эдуи покинули Цезаря, но после поражения арвернского восстания под руководством Верцингеторига вновь перешли на сторону Рима.
В результате Галльских походов Цезаря (58—51 годы до н. э.) территория расселения эдуев вошла в состав галльских провинций Рима (с 16 года до н. э. — Лугдунской Галлии).
Эдуи первыми среди галльских народностей получили в 48 году н. э. при Клавдии право быть сенаторами и занимать почётные выборные должности.

## Города
Главный город эдуев — Бибракта (Бибракте, Bibracte), ныне городище (площадь 135 га) в 27 км от города Отён во Франции. Этот крупнейший кельтский город, располагавшийся на горе Монт-Бёврей (822 м над уровнем моря) был укреплён рвом и стеной из камня и дерева. В 58 году до н. э. Цезарь у Бибракты разбил гельветов. В 12 году до н. э. население было выселено римлянами по указу императора Августа в расположенный неподалёку город Августодунум (ныне Отён).
- Новиодун (Noviodunum) — ныне Невер, на берегу реки Лигер (ныне Луара). Во времена походов Цезаря римляне захватили город. После этого эдуи открыто стали на сторону Верцингеторига и, перебив римский гарнизон в Новиодуне, захватили большие запасы хлеба. Площадь около 40 га.
- Кабиллон
- Матискон

## Вожди
- Думнорикс
- Дивитиак (вождь эдуев)